# Гючлю, Зекерия
Зекерия Гючлю (болг. Зекерие Гючлю, тур. Zekeriya Güçlü; род. 27 апреля 1972 года, село Кривица, Разградская область, Народная Республика Болгария — 20 февраля 2010 года, Стамбул, Турция) — болгарский, турецкий борец вольного стиля, чемпион мира, призёр Кубка мира и чемпионата Европы. По окончании спортивной карьеры — политик, член партии Движение за права и свободы (ДПС), председатель районного совета ДПС, член муниципального совета общины Самуил.

## Биография
Родился в Болгарии, в селе Кривица Разградской области. Вольной борьбой начал заниматься в 1985 году, в 1989 году входил в состав юношеской сборной Болгарии. В 1989 году его семья переехала в Турцию.
Имел двойное гражданство — Болгарии и Турции.
Все значимые спортивные достижения на юношеском, молодёжном и взрослом уровне завоевал, выступая в составе сборной Турции. Тренер — Д. Туран.
После спортивной карьеры занялся бизнесом в своем родном селе, позднее стал политиком. С апреля 2008 года стал председателем районного совета ДПС и членом муниципального совета Самуила.
В течение пяти лет в его родном муниципалитете проходил турнир по борьбе для детей под его патронажем.
Умер 20 февраля 2010 года после трехмесячного пребывания в стамбульской больнице от заболевания поджелудочной железы.

### Спортивные результаты
- Чемпион мира (1997).
- Серебряный призёр Кубка мира (1994).
- Бронзовый призёр чемпионата Европы (2002).
- Чемпион Средиземноморских игр (1997, 2001).
- Победитель Международного турнира «Дан Колов[болг.]» (1998).
- Чемпион Всемирных военных игр (1995).
- Чемпион мира среди студентов (2000), серебряный призёр чемпионата мира среди студентов (1998), бронзовый призёр чемпионата мира среди студентов (1996).
- Серебряный призёр чемпионата мира среди молодежи (1991).
- Чемпион Европы среди молодежи (1992).
- Чемпион Балкан среди молодежи (1990).
- Чемпион мира среди юниоров (1990).

## Видео
- Чемпионат мира 1997, вольная борьба, до 130 кг, финал: Зекерия Гючлю (Турция) — Алексис Родригес (Куба)